# Вильдесхаузен
Вильдесхаузен (нем. Wildeshausen) — город в Германии, районный центр, расположен в земле Нижняя Саксония.
Входит в состав района Ольденбург. Население составляет 19 209 человек (на 31 декабря 2010 года). Занимает площадь 89,47 км². Официальный код — 03 4 58 014.
| Год  | Население |
| ---- | --------- |
| 1990 | 14 016    |
| 1995 | 15 834    |
| 2000 | 16 763    |
| 2005 | 18 180    |
| 2010 | 19 042    |